# Позикор
Позикор (англ. Posicor) — это лекарство, которое было предназначено для лечения гипертонии и стенокардии. Действующее вещество препарата называется мибефрадил. Позикор был снят с рынка по причине опасных взаимодействий с как минимум 25 широко употребляемыми лекарствами.
Лекарство было изобретено в 1980 году швейцарской компанией Хоффманн ля Рош (Hoffmann–La Roche). Оно было разрешено к продаже управлением по контролю качества продуктов и лекарств США (англ. Food and Drug Administration — FDA) и к концу того же года был разрешён в ещё 28 других странах.
Позикор имел большой успех. По словам компании в 1997 году, продажи фармацевтической продукции выросли на 18 %, в которые Позикор внёс значительный вклад.
Однако, всего лишь в течение года, по причине большого количества докладов о побочных эффектах управление по контролю качества продуктов и лекарств США попросила Рош снять Позикор с рынка.

## Принцип действия

Влияние мибефрадила на потенциал действия клеток водителя ритма сердца

Мибефрадил, действующее вещество Позикора, является блокатором кальциевых каналов T-типа. Блокировка кальциевых каналов T-типа ведёт к замедлению сердцебиения и, таким образом, уменьшает кровяное давление и помогает лечению стенокардии. В отличие от других блокаторов кальциевых каналов, мибефрадил предпочитает каналы типа T каналам типа L, из чего был сделан вывод, что мибефрадил имеет большее сродство каналам типа Т, чем другие препараты со сходным принципом действия.
Объяснение, почему блокировка каналов типа Т ведёт к замедлению сердцебиения, следующее. Потенциал действия клеток ритмоводителя начинается с постепенного повышения, так как открываются каналы T-типа и ещё другие катионные каналы. Когда электрический потенциал достигает определённого уровня (-30 мВ), открываются другие каналы, что ведёт к быстрому потоку катионов внутрь клеток и, следовательно, резкому скачку потенциала. Когда каналы типа Т заблокированы, изначальное повышение потенциала происходит медленнее, так как только часть каналов продолжает работать. Следовательно, уровень мембранного потенциала, при котором открываются другие катионные каналы, достигается медленнее, чем без воздействия препарата. За счёт этого, время, уходящее на одно сердечное сокращение, увеличивается.

## Возможные побочные эффекты
- Головокружение
- Слабость
- Отеки ног
- Аритмия
- Очень медленное сердцебиение
- AV блокада II степени

## Снятие с рынка
После многочисленных жалоб о побочных эффектах лекарство было снято с рынка. Как было выяснено, Позикор несовместим с лекарствами, которые перерабатываются в печени теми же ферментами, что и мибефрадил. Это вызвано тем, что мибефрадил — действующее вещество препарата — ингибирует эти ферменты, из-за чего другие препараты накапливаются в опасных для здоровья концентрациях. Были зарегистрированы случаи омертвения брюшных мышц а также повреждения почек.
Также, были зарегистрированы случаи слишком сильного понижения частоты сердцебиения после приёма препарата (менее 45 ударов/мин.), а в некоторых случаях препарат вызывал сильную аритмию.
По разным источникам, число смертей, вызванных этим лекарством, варьирует от 24 до сотен. Сама компания признаёт только две или три из них.
О том, что мибефрадил влияет на активность ферментов печени было известно до выпуска лекарства в продажу. Был проведён тест, который показал, что лекарство нельзя использовать с тремя другими препаратами. Также были проведены тесты, показавшие, что лекарство может вызвать острую аритмию. Перед управлением по контролю качества продуктов и лекарств США стоял выбор: разрешить продажу лекарства, или ждать один год, и было решено выпустить лекарство без подробного исследования возможных побочных эффектов. На момент выпуска, на этикетке препарата было написано о том, что его нельзя использовать с тремя другими лекарствами. Впоследствии, после многочисленных докладов о несовместимостях, к списку были добавлены ещё несколько препаратов. На тот момент, когда лекарство забрали с рынка, в этом списке было 25 препаратов, среди которых были широко употребляемые антибиотики, лекарства для лечения рака и антигистаминные препараты. Было решено, что подобный риск неоправдан, так как препарат не имеет значительных преимуществ перед другими препаратами от гипертонии и стенокардии.